# Kelli Berglund
Kelli Michelle Berglund (Moorpark, 9 febbraio 1996) è un'attrice, ballerina e cantante statunitense.

## Carriera
Kelli ha iniziato la sua carriera d'attrice molto giovane in una serie di telefilm chiamata "Hip Hop Harry". La sua carriera in televisione include anche telefilm come "Are You Smarter Than a 5th Grader" e "America's Next Producer". Kelli è apparsa anche nel film "Bye Bye Benjamin".
Per quanto riguarda la sua carriera negli spot televisivi, Kelli ha anche partecipato a campagne per Hyundai, Bratz, McDonald's, e molti altri. È apparsa anche in campagne di stampa per Reebok e per Camarillo Academy of Performing Arts.
Nel 2011 viene scelta per interpretare il ruolo di Bree nella serie Disney XD, Lab Rats. Bree è una ragazza bionica con super velocità e super agilità, che prova ad avere una vita normale. Nel 2014 viene scelta insieme a China Anne McClain per essere protagonista nel film Disney per la televisione Come creare il ragazzo perfetto, cantandone la colonna sonora.
Sempre 2014 ha partecipato anche alla cover della canzone "Do You Want To Build A Snowman?" (Frozen) insieme ad altre star disney, nel gruppo Disney Channel Circle of Stars.
Kelli è anche una ballerina di hip-hop, preferendo lo stile contemporaneo: un insieme di danza classica e jazz. Ha ricevuto anche molti premi e riconoscimenti in molte gare di danza ed è stata ballerina promozionale per un evento nazionale per "Happy Feet".
Kelli nel 2015 ha preso parte anche al film Raising the Bar.

## Vita privata
Kelli risiede a Moorpark (California), insieme ai genitori Mark e Michelle Berglund e a sua sorella Kirra. È in un programma di studio indipendente della Moorpark High School.

## Filmografia

### Cinema
- Bye Bye Benjamin, regia di Charlie McDowell - cortometraggio (2006)
- Raising the Bar, regia di Argilla Glen - cortometraggio (2016)
- One Night, regia di Minhal Baig (2016)
- Ghost in the Graveyard, regia di Charlie Comparetto (2019)
- Hubie Halloween, regia di Steven Brill (2020)
- Cherry - Innocenza perduta (Cherry), regia di Anthony e Joe Russo (2021)
- Mark, Mary & Some Other People, regia di Hannah Marks (2021)

### Televisione
- Hip Hop Harry – serie TV, 5 episodi (2006-2007)
- Lab Rats – serie TV, 98 episodi (2012-2016)
- Kickin' It - A colpi di karate (Kickin'it) – serie TV, episodio 3x12 (2013)
- Come creare il ragazzo perfetto (How to build a better), regia di Paul Hoen – film TV (2014)
- Mighty Med - Pronto soccorso eroi – serie TV, episodio 2x17 (2015)
- Lab Rats: Elite Force – serie TV, 16 episodi (2016)
- Un Natale di mille colori (Dolly Parton's Christmas of Many Colors: Circle of Love), regia di Stephen Herek – film TV (2016)
- The Night Shift – serie TV, episodi 4x01-4x02 (2017)
- Love Dialy – serie TV, episodio 1x07 (2018)
- Now Apocalypse – serie TV, 10 episodi (2019-2019)
- Animal Kingdom – serie TV, 5 episodi (2019)
- Fosse/Verdon – miniserie TV (2019)
- The Goldbergs – serie TV, 7 episodi (2019-2022)
- Heels – serie TV, 8 episodi (2021-in corso)
- Doctor Odyssey - serie TV, episodio 1x16 (2025)

## Doppiaggio
- Pickle and Peanut – serie animata, episodio 1x12 (2016)

## Discografia
- Do You Want to Build A Snowman? (2014) Cover per Disney Channel Circle of Stars
- Something Real (2014) feat China Anne McClain per How to build a better boy

## Doppiatrici Italiane
Nelle versioni in italiano dei suoi film, Kelli Berglund è stata doppiata da:
- Francesca Tretto in Lab Rats, Come creare il ragazzo perfetto, Lab Rats: Elite
- Margherita De Risi in Doctor Odyssey